# Матеевичи (Минская область)
Матеевичи (бел. Маце́евічы) — деревня в Пуховичском районе Минской области Республики Беларусь. В составе Блужского сельсовета.

## География
Расположена в 32 км на юг от Марьиной Горки, 87 км от Минска, 13 км железнодорожной станции Талька.

### Гидрография
Около рек Синявка и Талька.

## История

### Великое Княжество Литовское
Матеевичи известны с конца XIV века. Входили в состав Минского уезда Великого Княжества Литовского. В конце XVI века деревня в Минском уезде Минского воеводства, шляхетская собственность.
14 сентября 1647 года имение Матеевичи было отдано в «вечное пользование» Данилу Скиндеру, 15 октября этого года был составлен инвентарь имения. Составил его шляхтич Самуил Булгак. В инвентаре перечисляются 28 хозяев. У хозяина Федора Кнайко в хозяйстве 2 вола, кобыла с жеребенком, корова с подтелком, овец 3, свиней 3. У остальных хозяев примерно тоже.
В 1733 году братья Скиндеры разделили матеевичские земли. Старшему Михаилу отошли Матеевичи, остальные братья — Юзеф, Станислав, Иван и Бронислав взяли себе Орешковичи и Слободку.
28 февраля 1736 года Скиндеры продали половину Матеевич Роману Монтицкому, а тот её продал подстолим Янишевским. Янишевские финансировали костёл на Сарафиновой горе и на Матеевичскую униатскую церковь.

### Под властьюРоссийской империи
В результате второго раздела Речи Посполитой 1793 года территория оказалась в составе Российской империи.
В начале XIX века село в Омельнянской волости Игуменского уезда Минской губернии, собственность Серафимовского францисканского монастыря и шляхтича Лисовского. По ревизии 1811 года Лисовский имел 88 мужских душ. Были Троицкая церковь, корчма, водяная мельница на реке Матеевка.
В 1830-1850-е годы владельцами матеевичских земель были помещик Фома Лисовский и государство (национализированные земли монастыря). В 1859 году Матеевичское имение приобретает Юлиан Булгак: «Юлиан Хризостомов Булгак купил в 1859 году у помещиков Лисовского Антона и Константина имение Камионка, или Матеевичи с крестьянами по последней 10-й народной переписи 41 душа мужского пола и 47 душ женского пола».
В 1855 году открыта школа грамоты (в 1890 году училось 17 мальчиков). В 1897 году село в Омельнянской волости, действовали церковь и часовня. В 1902 году основан винокуренный завод (в 1913 году 5 рабочих).
В ноябре 1917 года в Матеевичах происходило крестьянское волнение.

### Новейшее время
С конца февраля 1918 года территория оккупирована войсками Германской империи. 25 марта 1918 года согласно Третьей Уставной грамоте провозглашалась частью Белорусской Народной Республики. Жители Омельнянской волости направляли обращения в Народный Секретариат Беларуси с жалобами на действия немецких оккупационных властей. В декабре 1918 года занята Красной Армией, с 1 января 1919 года в соответствии с постановлением I съезда КП(б) Беларуси она вошла в состав Советской Белоруссии, с 27 февраля 1919 года — в ЛитБел ССР. Во время польско-советской войны в августе 1919 — июле 1920 годов под оккупацией Польши (Минский округ ГУУЗ).
С 31 июля 1920 года в Белорусской ССР. Имущество национализировано. В начале 1920-х годов работала школа I степени. В начале 1930 — х годов произошла принудительная коллективизация, основан колхоз «Матеевичи», действовала кузница.
Во Вторую мировую войну с конца июня 1941 года до 3 июля 1944 года деревня под оккупацией Германии.
До 28 мая 2013 года деревня входила в состав Сутинского сельсовета.

## Население

### Численность
- 2019 год — 22 жителей

### Динамика
- Нач. XIX в. — 24 двора, 144 жителя
- 1858 год — 6 жителей (имение)
- 1859 год — 41 душ мужского пола и 47 душ женского пола
- 1886 год — 25 дворов, 155 жителей
- 1897 год — 41 двор, 238 жителей (село); 3 двора, 20 жителей (имение)
- Нач. XX в. — 58 дворов, 314 жителей (село); 1 двор, 44 жителя (имение)[2]
- 1917 год — 50 дворов, 274 жителя (село); 1 двор, 28 жителей (имение)
- 1960 год — 385 жителей
- 1999 год — 89 жителей (перепись населения)
- 2002 год — 44 двора, 70 жителей
- 2009 год — 32 жителя (перепись населения)[2]
- 2010 год — 23 хозяйства, 44 жителя
- 2012 год — 22 хозяйства, 35 жителей
- 2019 год — 22 жителей (перепись населения)

## Достопримечательность
- Городище периода раннего железного века (V век до н.э. — V век н.э.), 2,3 км на юг от деревни Матеевичи, на правом берегу реки Таль, на окраине леса, урочище Городище —  Историко-культурная ценность Республики Беларусь, шифр 613В000517.

### Утраченное наследие
- Церковь
- Каплица кладбищенская (XIX в), утрачена в 2010-е годы

## Школа
В деревне ранее работала Матеевичская школа. В 1920-е годы она была четырехклассная и располагалась на окраине деревни Матеевичи, на Слободе. В 1930-е годы ее перенесли в бывшее имение Булгака, тогда учителями были: Дылевская, Миролевич, Пармон, Лева Менделевич, Подвинский. Во время Второй мировой войны школа некоторое время работала — директором был Франц Скиндер, а учительницей Анна Якимчик. После войны школа стала семилеткой и располагалась в 13 комнатах дома Булгака. В то время в школе было около 130 учеников. Матеевичскую школу закрыли в 1976 году. Матеевичские дети пошли учиться в Тальку, а потом в Сутин.

## Известные лица
- Роберт Тенисович Вильдфлуш (1906—1972) — белорусский учёный в области агрохимии.
- Святослав Всеволодович Лазаревич (нар. 1951) — белорусский специалист в области ботаники и генетики. Доктор биологических наук (2003), доцент (1991).